# Roquebrune (Gers)
Roquebrune település Franciaországban, Gers megyében. Lakosainak száma 208 fő (2022. január 1.). Roquebrune Bazian, Belmont, Caillavet, Préneron, Tudelle és Vic-Fezensac községekkel határos.

## Népesség
A település népessége az elmúlt években az alábbi módon változott:
| Lakosok száma | 274  | 190  | 197  | 193  | 203  | 210  | 213  | 212  | 211  | 208  |
|               | 1968 | 1982 | 1990 | 2006 | 2013 | 2015 | 2017 | 2019 | 2020 | 2022 |